# Stanisław Bulkiewicz
Stanisław Bulkiewicz (ur. 20 października 1928 we Lwowie, zm. 24 marca 2015 w Łodzi) – polski numizmatyk, znawca banknotów i monet łódzkiego getta.

## Życiorys
Służbę wojskową odbył w marynarce wojennej, na ORP Błyskawica. Następnie związał się z Łodzią. Maturę zdobył w Technikum Handlowym na Księżym Młynie w Łodzi. Pracował na różnych stanowiskach od elektryka do ekonomisty. Na emeryturę w 1982 odszedł ze stanowiska kierownika działu w Centrali Handlu Zagranicznego „Textilimpex”. W połowie lat 80. XX w. pracował na niepełnym etacie w Muzeum Miasta Łodzi, prowadząc tam dział numizmatyczny.
Pochowany został na cmentarzu katolickim Doły w Łodzi 1 kwietnia 2015.

## Zainteresowania pozazawodowe
Jego głównym zainteresowaniem była numizmatyka. Był prekursorem i znawcą monet łódzkiego getta. Miał również dużą wiedzę na temat pieniędzy obozowych, monet zastępczych (w tym łódzkich). Napisał na te tematy liczne artykuły i 3 publikacje książkowe. Po przejściu na emeryturę przez 9 lat pracował na 3/4 etatu w założonym przez siebie Gabinecie Numizmatycznym Muzeum Miasta Łodzi.
Kolekcjonował też bony, papiery wartościowe, żetony oraz medale i odznaki. Na tematy związane z kolekcjonerstwem i numizmatyką pisał zarówno w fachowej prasie numizmatycznej, jak i w gazetach codziennych, czasopismach krajowych i regionalnych, w tym często w ukazującym się ongiś w Łodzi tygodniku „Odgłosy” oraz dzienniku „Express Ilustrowany”. Napisał łącznie prawie 3000 artykułów, notatek, wzmianek i komunikatów. Przez ponad 30 lat (od 1970) prowadził kącik kolekcjonerski w łódzkiej gazecie codziennej „Express Ilustrowany” nazywany „Bazar zbieraczy”, następnie „minibazar”, ukazało się ponad 1500 wydań tej cotygodniowej rubryki.
Posiadał duże zbiory kart pocztowych, widokówek łódzkich, kalendarzy ściennych, kieszonkowych i listkowych z motywem kobiety i z jego zbiorów było urządzonych w Łodzi ok. 100 wystaw. Także wystawy ekslibrisów z motywem kobiety i aktu kobiecego.
Był kolekcjonerem ekslibrisów i kilkakrotnie z jego zbiorów były urządzane wystawy m.in. „Ekslibrisy numizmatyczne” w Widzewskiej Galerii Ekslibrisu w Łodzi. Brał udział w wystawach zbiorowych „Kobieta na ekslibrisach” i „Zabytki Łodzi na ekslibrisach”, obie wystawy w Widzewskiej Galerii Ekslibrisu w Łodzi. Posiadał zbiór ekslibrisów autorstwa Kazimierza Zbigniewa Łońskiego, który po jego śmierci został w całości przekazany Wojewódzkiej Bibliotece Publicznej im. J. Piłsudskiego w Łodzi.
Wygłosił wiele prelekcji i referatów na tematy numizmatyczne w Łodzi i innych ośrodkach numizmatycznych kraju, szczególnie w Sanoku. Był członkiem Polskiego Towarzystwa Archeologicznego i Numizmatycznego, członkiem władz naczelnych, założycielem Łódzkiego Oddziału PTAiN, współzałożycielem i przez wiele lat wiceprezesem Łódzkiego Klubu Kolekcjonerów, członkiem Łódzkiego Towarzystwa Przyjaciół Książki oraz członkiem Stowarzyszenia Dziennikarzy Polskich. Interesował się zabytkami Łodzi – był członkiem i działaczem Towarzystwa Opieki nad Zabytkami w Łodzi.

## Publikacje
- Rudolf Mękicki 1887–1942. Patron sanockich numizmatyków, Sanok 1997, Polskie Towarzystwo Numizmatyczne Koło w Sanoku (książka o wybitnym lwowskim kolekcjonerze numizmatów i ekslibrisów)
- Monety zastępcze oraz znaki monetopodobne Łodzi i okolic, 1998.
- Pieniądz Getta Łódzkiego 1940–1944, Piła 1993

## Odznaczenia i wyróżnienia
- Srebrny i Złoty Krzyż Zasługi
- Krzyż Kawalerski Orderu Odrodzenia Polski
- Odznaka Zasłużony Działacz Kultury
- Honorowa Odznaka Miasta Łodzi
- Honorowa Odznaka Za Zasługi dla Województwa Miejskiego Łódzkiego
- Złota odznaka „Za opiekę nad zabytkami”
- Brązowa, Srebrna i Złota Odznaka „Zasłużony Działacz LOK”
- Posiada najwyższe wyróżnienia polskich organizacji numizmatycznych, w tym Medal Zasłużony dla PTAiN.